# Карл Вільгельм Гессен-Дармштадтський
Карл Вільгельм Гессен-Дармштадтський (нім. Karl Wilhelm von Hessen-Darmstadt, 17 червня 1693—17 травня 1707) — принц Гессен-Дармштадтський, син ландграфа Гессен-Дармштадтського Ернста Людвіга та Доротеї Шарлотти Бранденбург-Ансбаської.

## Біографія
Карл Вільгельм народився 17 червня 1693 року у Нідді. Він був другим сином і третьою дитиною в родині ландграфа Гессен-Дармштадтського Ернста Людвіга та його першої дружини Доротеї Шарлотти Бранденбург-Ансбаської. В нього були старші сестра і брат: Доротея Софія та Людвіг, та молодші: Франц Ернст і Фредеріка Шарлотта.
У чотири роки батько зробив його полковником новоствореного Гессен-Дармштадтського полку. Два роки потому право займатися освітою принца передали німецькому вченому та алхіміку Йоганну Конраду Діппелю. Навчання відбувалось у Гіссені, куди родина втекла від наступаючих французьких військ.
Карл Вільгельм помер 13 років зроду під час Війни за іспанську спадщину. Наступним полковником Гессен-Дармштадтського полку став його брат Франц Ернст.